# Michail Strojlov
Michail Stepanovitj Strojlov (ryska: Михаил Степанович Строилов), född 1899, död 11 september 1941 i Orjol, var en sovjetisk ingenjör. Han var bland annat verksam inom bergindustrin.

## Biografi
I samband med den stora terrorn greps Strojlov i april 1936 och åtalades vid den andra Moskvarättegången; enligt åtalet skulle Strojlov ha varit inblandad i industrispionage samt tillhört ett antisovjetiskt centrum. Strojlov dömdes till åtta års fängelse.
Efter det att Operation Barbarossa hade inletts avrättades Strojlov genom arkebusering i september 1941 i ett skogsområde i närheten av Orjol. Tillsammans med bland andra Olga Kameneva, Christian Rakovskij, Maria Spiridonova och Sergej Bessonov sköts han i det som kommit att benämnas massakern i Medvedevskogen.